# Alte Schule Bergholz-Rehbrücke

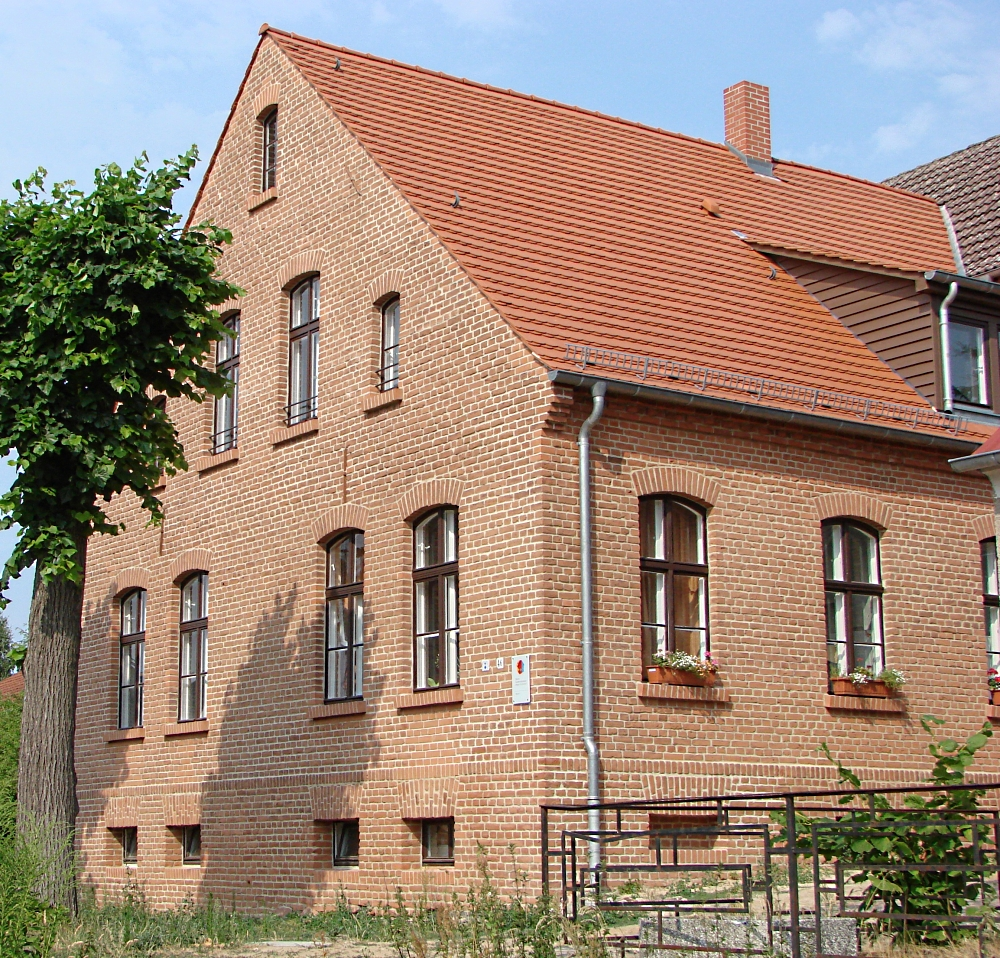
Alte Schule nach der Fassadensanierung, 2010

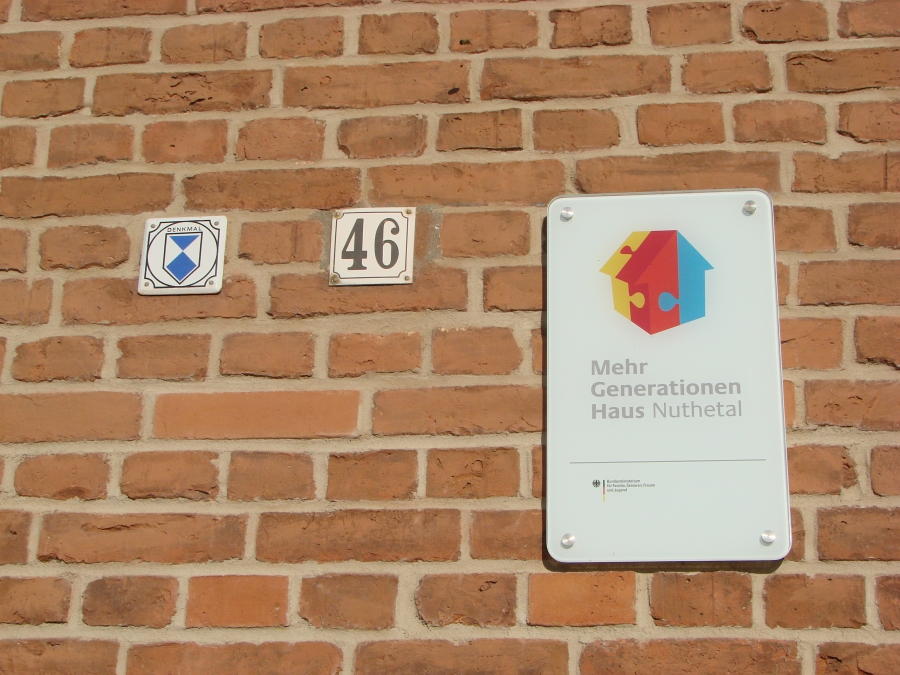
Fassadendetail

Die Alte Schule in Bergholz steht unter Denkmalschutz und ist Eigentum der Gemeinde Nuthetal. Sie wurde 1894 fertiggestellt und steht an gleicher Stelle, wie ihr Vorgängerbau. Von 2007 bis 2013 wurde sie saniert sowie Treppenhaus und Fassade denkmalgerecht wiederhergestellt. Seit 2007 ist der Verein Mehrgenerationenhaus Nuthetal e.V. für die Nutzung und den Betrieb des Gebäudes verantwortlich. Am 5. September 2013, zur Verleihung des Brandenburgischen Denkmalpreises, erhielt der Verein eine Anerkennung für die denkmalgerechte Sanierung des Gebäudes und den Einsatz von Freiwilligen bei diesem Vorhaben.

## Baugeschichte und Nutzung bis zum Ersten Weltkrieg
Die Alte Schule im Dorfkern des ehemaligen Dorfes Bergholz ist die dritte Schule im Ort. Im Jahr 1810 berichtete der Prediger Bernhard aus Saarmund, dass das Schulhaus zu Bergholz eingestürzt sei. Erst in den Jahren 1820 bis 1821 wurde ein neues Schulgebäude errichtet. Nach äußerst schlechten Bedingungen für den Unterricht wurde in den Jahren 1893 bis 1894 das heutige Schulgebäude gebaut.
Im Februar 1894 stellte Kreisbauinspektor Schmöke nach einer Besichtigung des Gebäudes fest: „… Die Abnahme des ganzen Schulhausbaues fiskalischerseits und von Oberaufsichtswegen möchte erst bewirkt werden, wenn alle nachträglich erforderten Arbeiten namentlich das Umsetzen der zu klein gesetzten Kachelöfen in allen übrigen Räumen bewirkt sein wird, …“
Am 27. April 1894 wurde das dritte Schulgebäude – die heutige Alte Schule – eingeweiht.
Der erste Lehrer in dieser Schule war Heinrich Belss, der noch im gleichen Jahr in den Ruhestand ging. Ihm folgte ab dem 1. Oktober 1894 Julius Selle. Bereits im Winter 1894/95 wurden Mängel am Gebäude festgestellt. Mit den Kachelöfen in den Schulstuben konnten die Temperaturen während der kalten Tage nicht über 5 °C erwärmt werden. Von der Gemeinde (Schulträger) wurde beschlossen in jeder Klasse noch zusätzlich einen eisernen Ofen aufzustellen.
Im Jahr 1903 stellte der promovierte Königliche Kreisarzt Itzeroth während einer Inspektion erhebliche Mängel fest, u. a.: Türen und Fenster schließen im ganzen Haus sehr schlecht, … Luftbeschaffenheit ist schlecht, Reinlichkeit ist gut …, 17 Bänke mit Plusdistanz. Das Wasser des Schulbrunnens ist nicht einwandfrei. In der handschriftlichen Schulchronik wird dazu ausgeführt, „… dass die Gemeinde beim Schulbau den Fehler begangen hat, dem billigsten Unternehmer den Bau zu übertragen …“
Im Jahr 1906 wurden Verbesserungen am baulichen Zustand der Schule vorgenommen: Fenster zur Straße hin heraus gebrochen und Fenster zum Hof zugemauert. Der Flur und die Treppen neu gepflastert und Zimmer gestrichen.
Bei einer erneuten kreisärztlichen Inspektion im Jahre 1912 wurden wiederum erhebliche Mängel aufgeführt, so z. B. ein undichtes Dach, fehlende Dachrinnen, ein schlecht schließendes Fenster, … Die Wasserversorgung hatte sich durch die Nutzung eines Tiefbrunnens (97 m) inzwischen wesentlich verbessert.

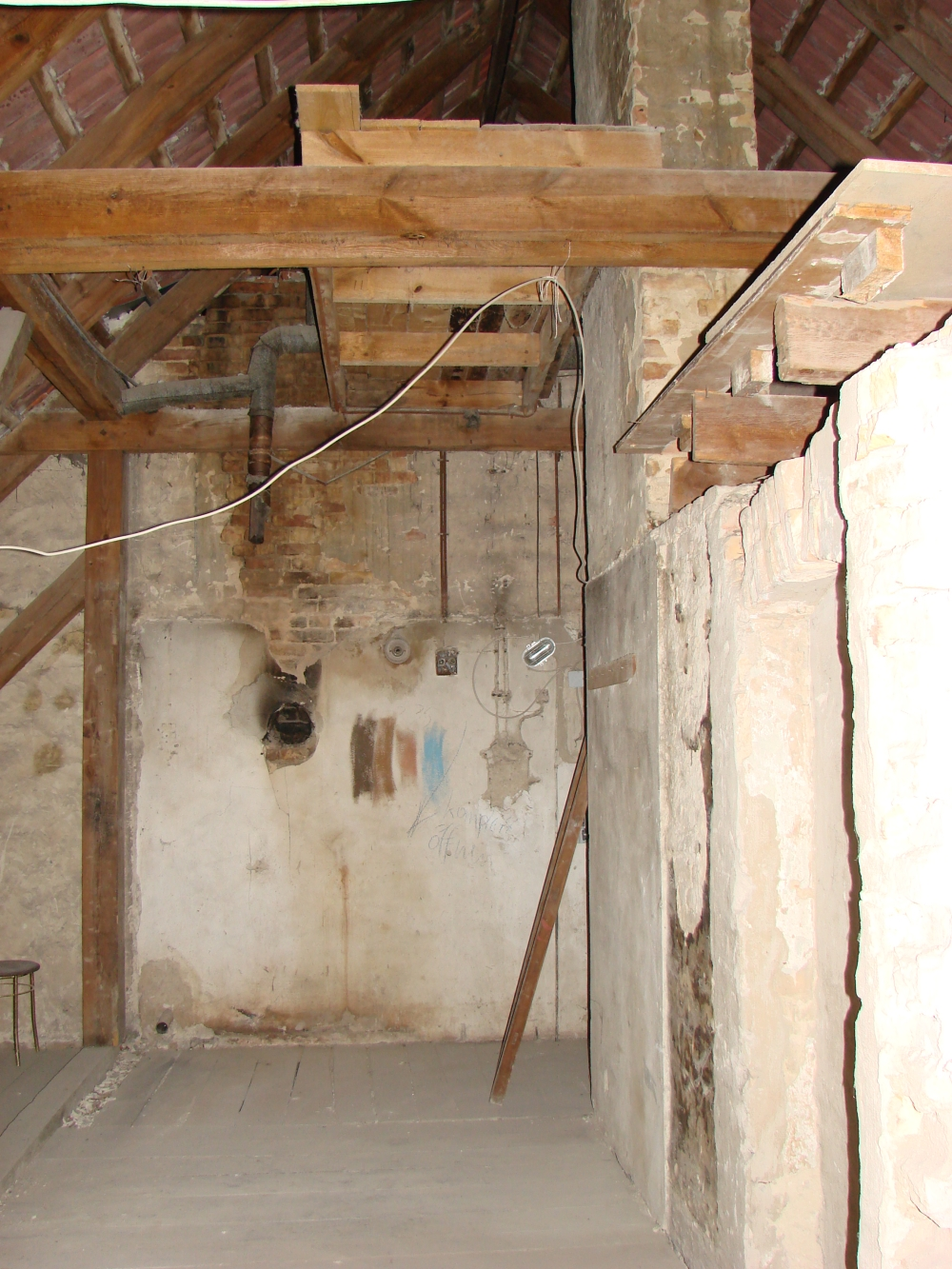
Obergeschoss vor der Sanierung, 2009
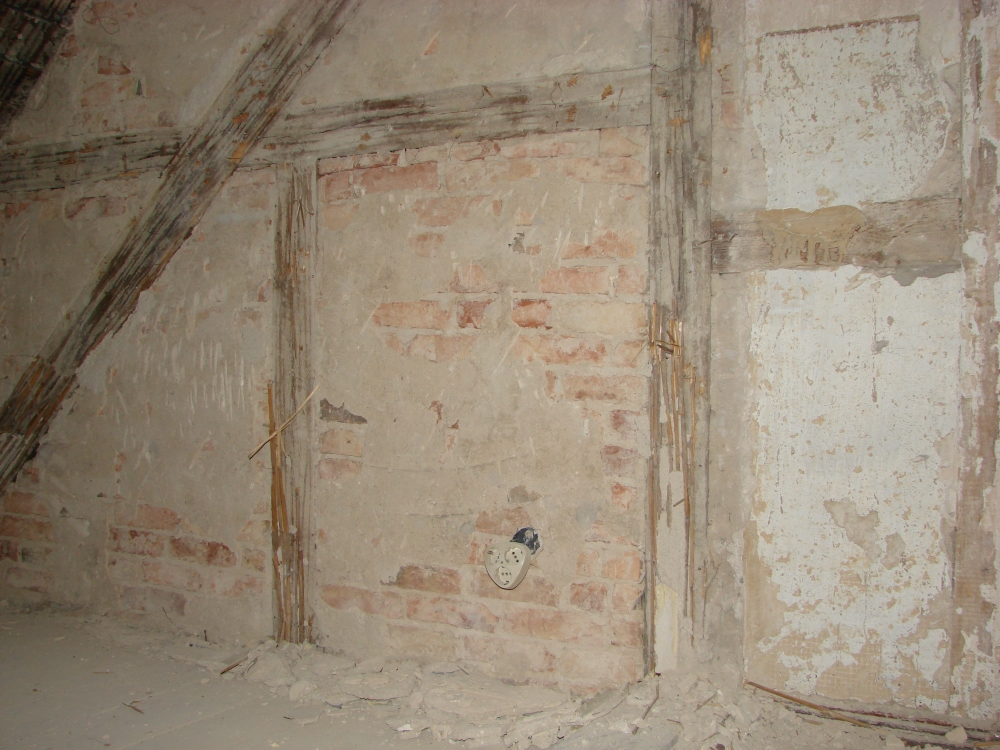
Fachwerkwand im Obergeschoss vor der Sanierung 2009
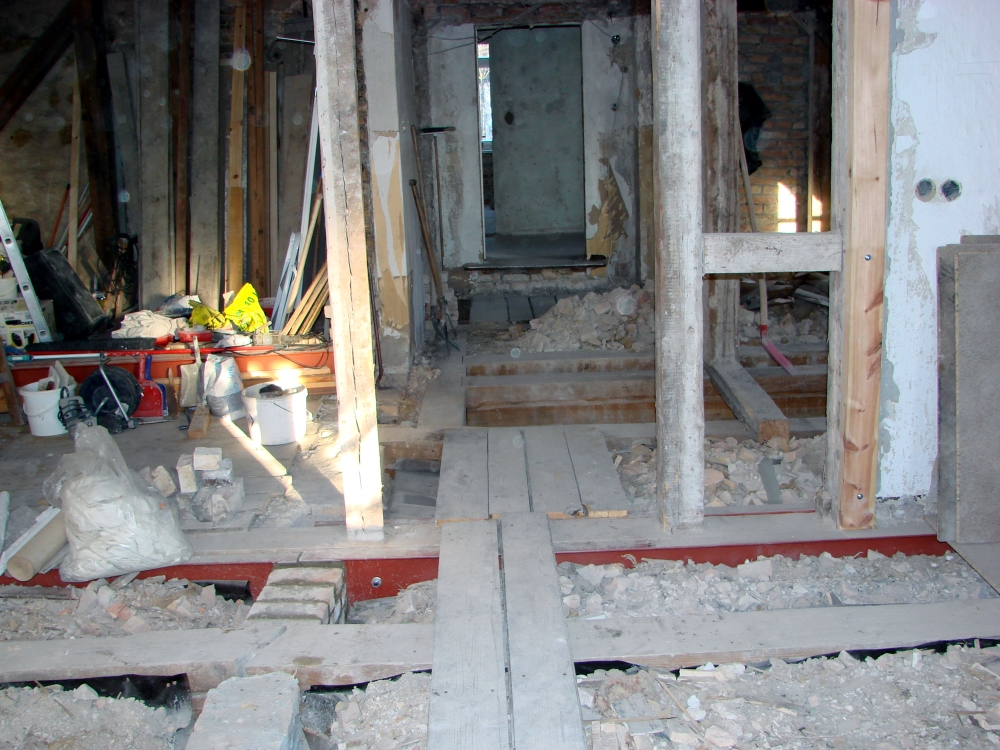
Beginn der Fußbodensanierung im Obergeschoss
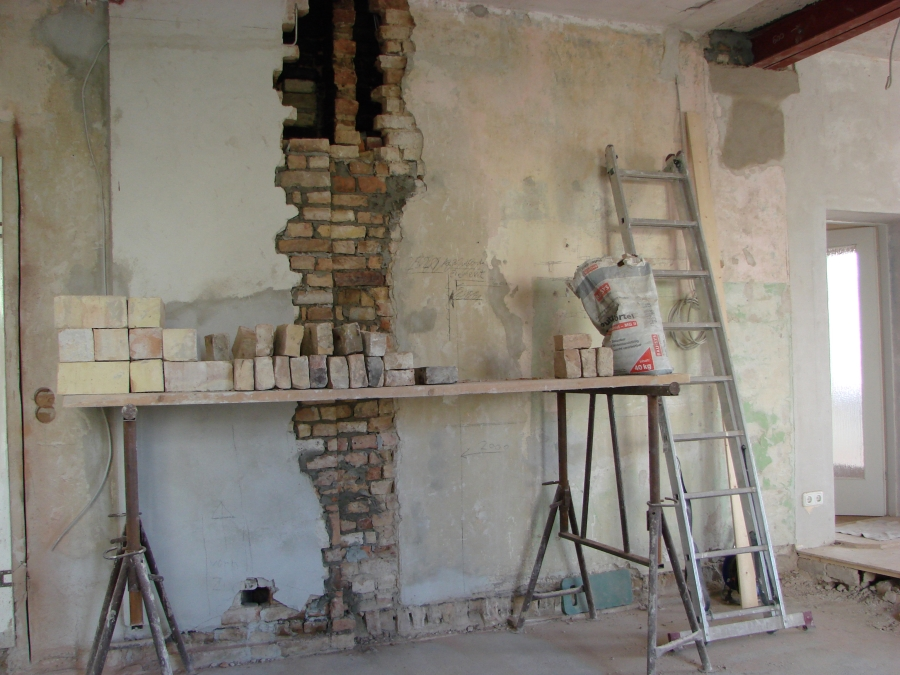
Ehemaliger Klassenraum im Erdgeschoss, unsaniert

## Vom Ende des Ersten Weltkriegs bis 1945
Die erste Lehrerin an der Bergholzer Schule war im Jahr 1921 Elsbeth Lemke. Sie erhielt ihre Ernennungsurkunde am 25. Februar 1921.
Auf Grund der steigenden Schülerzahlen zum Ende der 1920er und Beginn der 1930er Jahre stellten Eltern an die Gemeindevertretung den Antrag, eine neue Schule zu bauen. Im Dezember 1930 erging vom Hochbauamt Potsdam die Empfehlung zum Bau einer größeren Schule. Nach Zustimmung der Gemeindevertretung sollte mit dem Bau im Juli 1931 begonnen werden. Auf Grund der wirtschaftlichen Situation ordnete die Potsdamer Regierung jedoch kurz vorher an, alle noch nicht begonnenen Bauvorhaben zu stoppen.
Im Jahr 1932 gab es in der Gemeinde 182 Schüler. Das Schulgebäude konnte die Schülerzahl nicht fassen, deshalb wurde eine Notklasse in einem anderen Gebäude eingerichtet.
Im Januar 1935 beschlossen die Gemeindevertreter, dass auch die Schule und die Kirche in das „Ortsstatut zum Schutze gegen die Verunstaltung von Straßen, Plätzen und Freiflächen“ aufgenommen wurden.

## Vom Ende des Zweiten Weltkriegs bis in die Gegenwart
Wenige Tage nach dem Ende des Zweiten Weltkriegs, bereits am 13. Mai, wurde der Schulbetrieb wiederaufgenommen. Die Schülerzahlen stiegen bis 1950 auf 380 an. Von den Eltern und in der Öffentlichkeit gab es scharfe Kritik insbesondere an den sanitären Zuständen in der Schule. Obwohl bereits 1950 Geld für die Instandsetzung des Schulgebäudes beantragt worden war, konnten die erforderlichen Arbeiten erst zum Ende der 1950er Jahre fertiggestellt werden. Zu den baulichen Veränderungen gehörte z. B. der Einbau einer Schleppgaube im Dach, um ein kleines Büro für das Sekretariat zu schaffen. Der Direktor hatte kein eigenes Arbeitszimmer, sondern musste im Lehrerzimmer arbeiten.
Erst im Jahr 1969, nach Fertigstellung eines neuen Schulgebäudes an anderer Stelle, konnte der Schulbetrieb in der Alten Schule eingestellt werden. Das Gebäude wurde zunächst für eine Wohnnutzung umgebaut. Nach 1989/90 verbesserte sich die Wohnungssituation, die Wohnungen wurden aufgegeben und das Gebäude stand leer. 1998 beschloss die Gemeindevertretung die Restaurierung und Umnutzung des Gebäudes. Es sollte eine gemeinnützige Einrichtung werden. Bis zum Jahr 2007 wurden keine der erforderlichen Sanierungsarbeiten durchgeführt. Seit dieser Zeit engagiert sich der Verein Mehrgenerationenhaus Nuthetal e.V. für die Sanierung und Nutzung des Gebäudes. Mit rd. 16.000 Stunden ehrenamtlicher Arbeit bis zur Fertigstellung im Jahr 2014, Haushaltsmitteln der Gemeinde und Fördermitteln des Bundes, des Landkreises und von Stiftungen wurde das Haus vom Keller bis zum Dach saniert. Alle Räume im Haus sind inzwischen wieder uneingeschränkt nutzbar. Besonderer Wert wurde auf die denkmalgerechte Wiederherstellung des Treppenhauses und der Fassade gelegt.

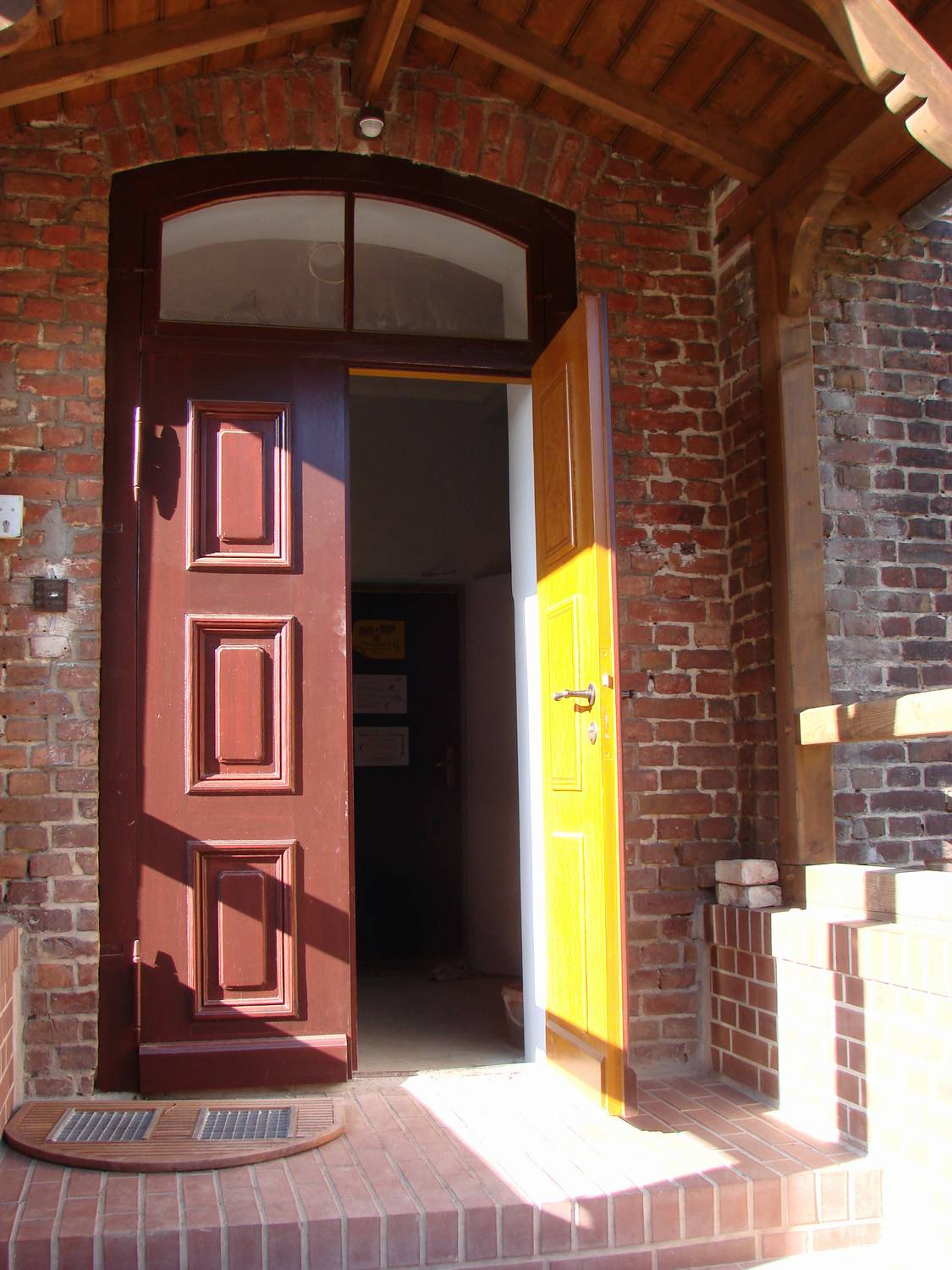
Eingangstür
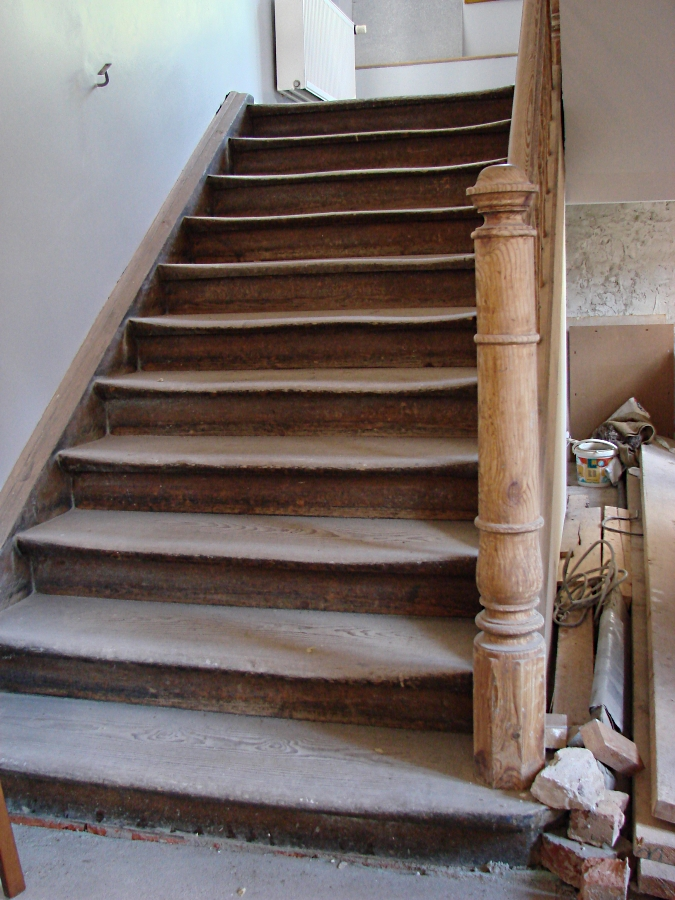
Denkmalgeschützte Treppe aus der Bauzeit
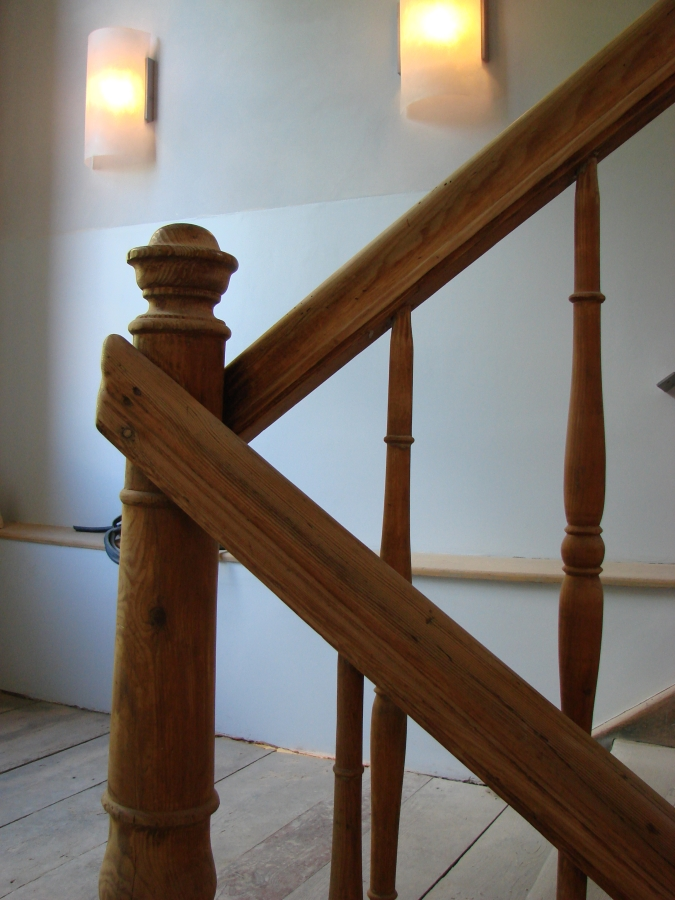
Treppengeländer
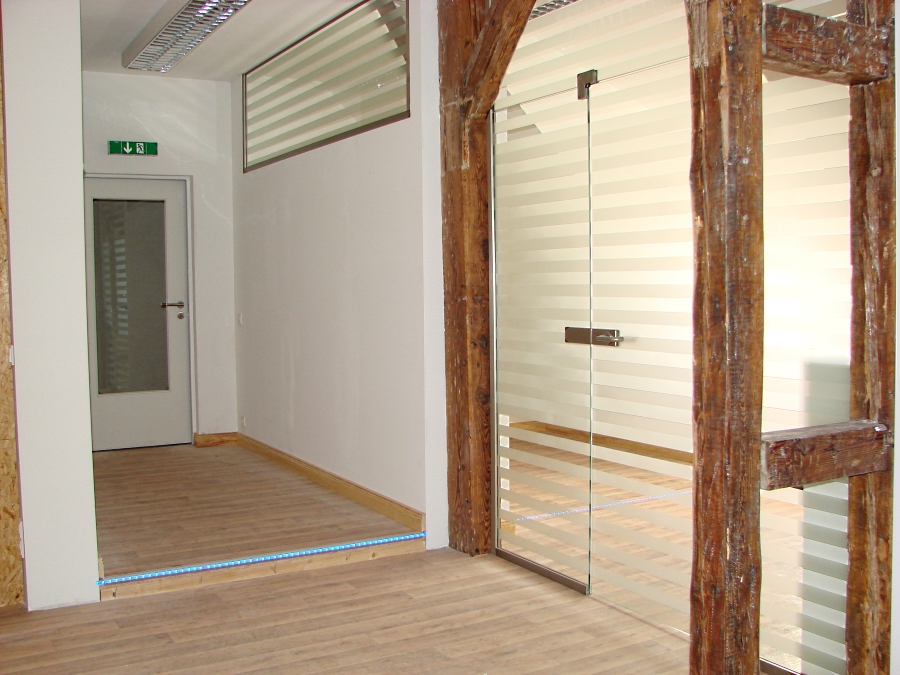
Blick zum ehemaligen Sekretariat, saniert
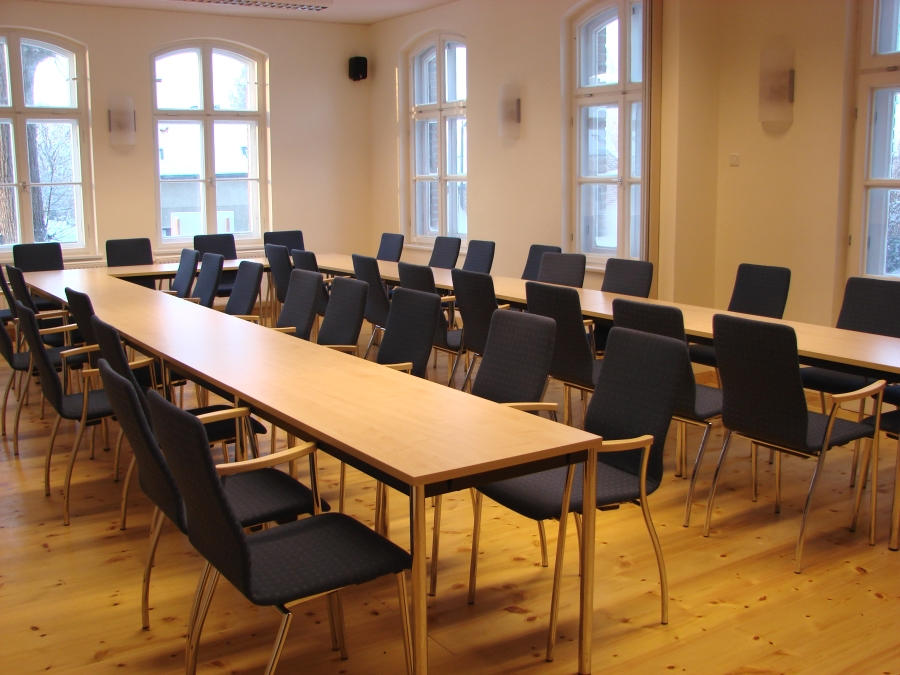
Ehemaliger Klassenraum im Erdgeschoss, saniert
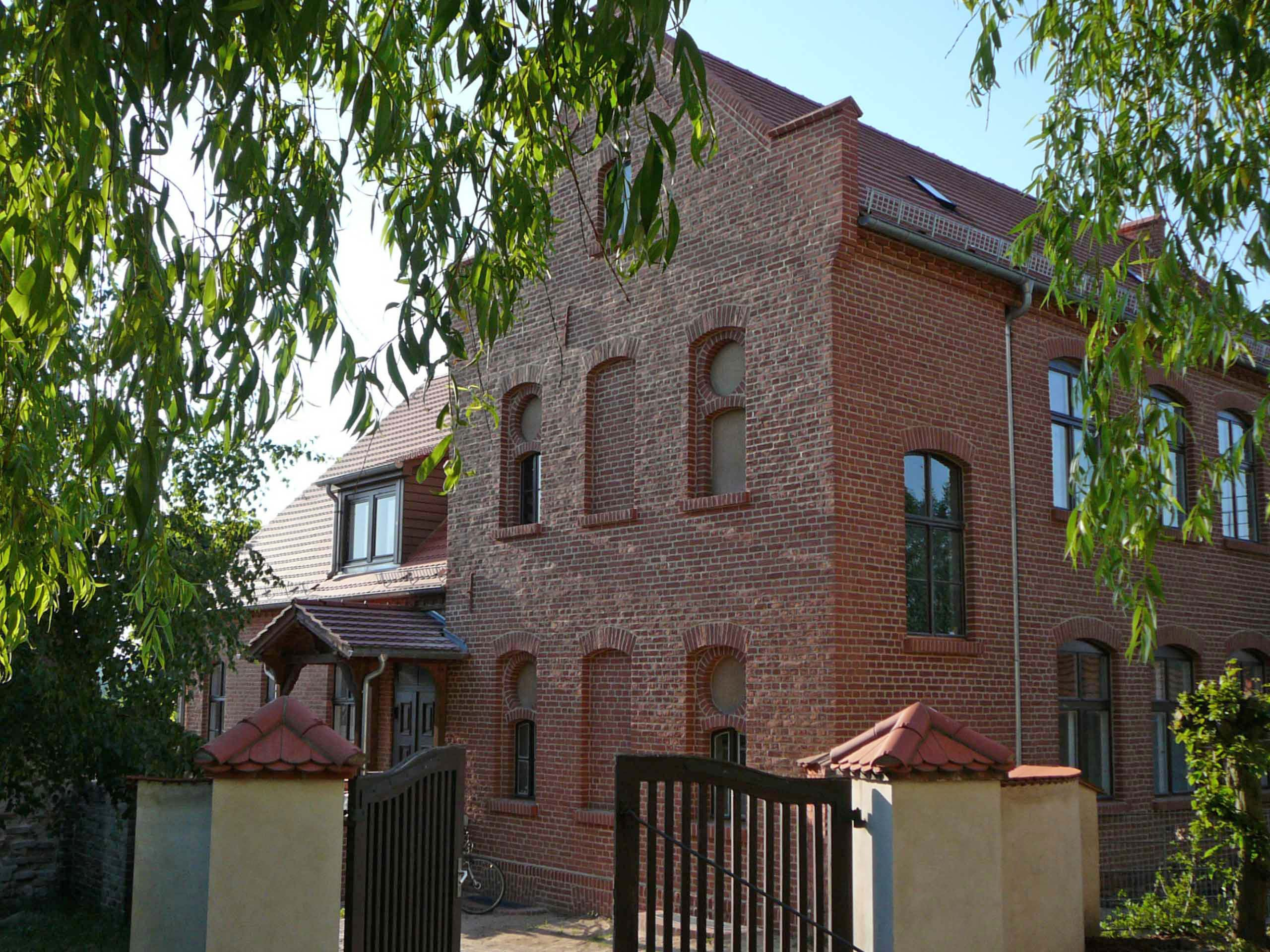
Renovierte Südfassade